# Durante la costruzione della muraglia cinese
Durante la costruzione della muraglia cinese (Beim Bau der chinesischen Mauer) è una raccolta di racconti postumi di Franz Kafka il cui titolo deriva da uno di loro, così come sono stati editi da Max Brod con l'aiuto di Hans-Joachim Schoeps nel 1931, e ordinati in edizione italiana da Ervino Pocar.
Sono compresi frammenti datati dal 1914 al 1924. Successivamente, l'edizione di Brod, l'amico che ha il merito di aver salvato le opere di Kafka, è stata però rivista da filologi e curatori di edizioni scoprendo una serie di spostamenti, estrapolazioni ed errori di lettura rispetto ai manoscritti.

## Racconti della raccolta
- Il maestro del villaggio[4] (Der Dorfschullehrer, 1914, titolo dato da Brod: Der Riesenmaulwurf)
- Blumfeld, un vecchio scapolo oppure Blumfeld, uno scapolo anzianotto (Blumfeld, ein älterer Junggeselle, 1915)
- Il custode della cripta (Der Gruftwächter, 1916-17, titolo di Brod)
- Il ponte (Die Brücke, 1917, titolo di Brod)
- Il cacciatore Gracco (Der Jäger Gracchus, 1917, titolo di Brod)
- Frammento per «Il cacciatore Gracco»
- Il cavaliere del secchio (Der Kübelreiter, 1917, in realtà pubblicato in precedenza sulla "Prager Presse" nel 1921)
- Epilogo per «Il cavaliere del secchio»
- Durante la costruzione della muraglia cinese (Beim Bau der chinesischen Mauer, 1917)
- Frammento per «La costruzione della muraglia cinese»
- Altro frammento per «La costruzione della muraglia cinese»: L'arrolamento (Die Truppenaushebung, 1920)
- Il colpo contro il portone (Der Schlag and Hoftor, 1917, titolo di Brod)
- Il vicino (Der Nachbar, 1917, titolo di Brod)
- Un incrocio (Eine Kreuzung, 1917)
- Confusione d'ogni giorno (Eine alltägliche Verwirrung, 1917, titolo di Brod)
- La verità intorno a Sancio Panza (Die Wahrheit über Sancho Pansa, 1917, titolo di Brod)
- Il silenzio delle sirene (Das Schweigen der Sirenen, 1917, titolo di Brod)
- Prometeo (Prometheus, 1918, titolo di Brod)
- Lo stemma cittadino (Das Stadtwappen, 1920, titolo di Brod)
- Poseidone (Poseidon, 1920, titolo di Brod)
- Vita in comune (Gemeinschaft, 1920, titolo di Brod)
- Di notte (Nachts, 1920, titolo di Brod)
- La supplica respinta (Die Abweisung, 1920, titolo di Brod. Il testo di Kafka è conosciuto anche con il titolo tratto dall'inizio: Unser Städtchen liegt…)
- La questione delle leggi (Zur Frage der Gesetze, 1920)
- L'esame (Die Prüfung, 1920, titolo di Brod)
- L'avvoltoio (Der Geier, 1920, titolo di Brod)
- Il timoniere (Der Steuermann, 1920, titolo di Brod)
- La trottola (Der Kreisel, 1920, titolo di Brod)
- Favoletta (Kleine Fabel, 1920, titolo di Brod)
- Ritorno (Heimkehr, 1920, titolo di Brod)
- La partenza (Der Aufbruch, 1922, titolo di Brod)
- Patrocinatori (Fürsprecher, 1922, titolo di Brod)
- Indagini di un cane (Forschungen eines Hundes, 1922, titolo di Brod)
- I coniugi (Das Ehepaar, 1922)
- Rinuncia! (Gibs auf!, 1922, titolo di Brod)
- Delle similitudini (Von den Gleichnissen, 1922-23, titolo di Brod)
- La tana (Der Bau, 1923-24, titolo di Brod)

## Edizioni
- Racconti, a cura di Ervino Pocar, I Meridiani Mondadori, Milano 1970
- Schizzi, parabole, aforismi, a cura di Giuliano Baioni, Mursia, Milano 1983
- Il silenzio delle sirene. Scritti e frammenti postumi 1917-24, a cura di Andreina Lavagetto, Feltrinelli, Milano 1994
- La Grande muraglia cinese e altri scritti, a cura di Vincenzo Pinto, Free Ebrei, Torino 2023